# Rosguill
Rosguill (ou Ros Goill em irlandês) é uma península no Condado de Donegal, na República da Irlanda. Está situada entre a baía de Sheephaven e a baía de Mulroy.
Tem cerca de 800 residentes.